# Jan-Ove Waldner
Jan-Ove Waldner (Stoccolma, 3 ottobre 1965) è un ex tennistavolista svedese.
Primo giocatore a vincere il Grande Slam (oro olimpico, campionato mondiale, coppa del mondo) nel 1992, è ritenuto uno dei più grandi talenti di tutti i tempi di questo sport.
Gode di una notevole fama sia in Svezia sia in Cina, dove è chiamato 常青树S, Cháng Qīng ShùP (lett. "albero sempreverde") per la sua longevità ad altissimi livelli: ai campionati del mondo ha infatti raggiunto per 6 volte almeno le semifinali del singolare (record assoluto da quando la competizione è biennale), a 13 anni di distanza tra la prima e l'ultima. L'ultimo risultato di livello mondiale in singolare, la semifinale alle Olimpiadi di Atene del 2004, è stato raggiunto 17 anni dopo la sua prima finale ai Campionati mondiali, disputata nel 1987 a Nuova Delhi.

## Biografia
Waldner esordì giovanissimo nella nazionale svedese. Nel 1982, non ancora diciassettenne, arrivò alla finale dei campionati europei, perdendo dal connazionale Mikael Appelgren dopo aver condotto 2 set a zero e con 2 match-point sul punteggio di 20 a 18 nel terzo. Con il suo contributo decisivo, la squadra svedese tra la fine degli anni ottanta e l'inizio degli anni novanta riuscì a interrompere l'egemonia cinese, vincendo nel corso degli anni tutte le principali competizioni internazionali.
Waldner è stato il primo europeo a vincere la medaglia d'oro olimpica nel tennistavolo nella competizione individuale, impresa riuscita ai Giochi olimpici di Barcellona nel 1992. Si classificò secondo alle Olimpiadi di Sydney del 2000 e quarto (all'età di 39 anni) a quelle di Atene del 2004. È stato anche l'alfiere della spedizione svedese ai Giochi olimpici di Atlanta nel 1996. Nel 1992 ricevette la Medaglia d'oro dello Svenska Dagbladet, il premio assegnato dal quotidiano Svenska Dagbladet al miglior sportivo svedese dell'anno.
Ha conquistato due volte il titolo mondiale in singolare nel 1989 a Dortmund (Germania) e nel 1997 a Manchester (Inghilterra), dove riuscì nella difficilissima impresa di vincere il torneo individuale senza perdere neppure un set.
Nel 2010 all'età di 45 anni vinse il suo nono titolo di Campione svedese nel singolare, sconfiggendo in finale Pär Gerell giocatore nato nel 1982, ovvero l'anno in cui Waldner vinse il suo primo titolo di Campione nazionale.
Ha militato nella squadra del TTC Rhön-Sprudel Fulda-Maberzell fino al maggio del 2012 nella Bundesliga tedesca. In quel periodo Stefan Frauenholz, presidente del TTC Rhön-Sprudel Fulda-Maberzell, confermò la conclusione del contratto che legava Waldner al club, terminando in questo modo la carriera del campione svedese a livello internazionale.
Terminata l'esperienza con il Fulda-Maberzell, si legò alla squadra svedese dello Spårvägens BTK. Si è ritirato l'11 febbraio 2016.
Nel 1992 Waldner è stato il primo giocatore della storia ad aver conquistato il Grande Slam di carriera, vincendo i Giochi olimpici, il campionato mondiale e la coppa del mondo. Lo hanno seguito i cinesi Liu Guoliang (1999), Kong Linghui (2000), Zhang Jike (2012) e Ma Long (2016) e Fan Zhendong (2024). Nel suo palmares manca solo la vittoria in singolare nelle Finali individuali dell'ITTF World Tour, un tempo denominato ITTF Pro Tour.
È inoltre uno dei sette tennistavolisti ad aver preso parte alle prime cinque edizioni dei Giochi olimpici, fra il 1988 e il 2004, assieme al connazionale Jörgen Persson, al croato Zoran Primorac, al tedesco Jörg Rosskopf, al belga Jean-Michel Saive, al serbo Ilija Lupulesku e all'ungherese Csilla Bátorfi.

## Palmarès
Giochi olimpici
- 1992: Oro nel singolare
- 2000: Argento nel singolare
- 2004: 4º nel singolare

Campionati mondiali
- 1983: Argento a squadre
- 1985: Argento a squadre
- 1987: Argento nel singolare e a squadre
- 1989: Oro nel singolare e a squadre
- 1991: Argento nel singolare e oro a squadre
- 1993: Bronzo nel singolare e oro a squadre
- 1995: Argento a squadre
- 1997: Oro nel singolare (senza perdere un set) e argento nel doppio
- 1999: Bronzo nel singolare
- 2000: Oro a squadre
- 2001: Bronzo a squadre

Campionati europei
- 1982: Argento nel singolare
- 1984: Argento nel doppio
- 1986: Oro nel doppio e oro a squadre
- 1988: Bronzo nel singolare, oro nel doppio e oro a squadre
- 1990: Oro a squadre
- 1992: Argento nel doppio e oro a squadre
- 1994: Argento nel singolare e argento a squadre
- 1996: Oro nel singolare, oro nel doppio e oro a squadre
- 1998: Bronzo nel doppio e bronzo a squadre
- 2000: Bronzo nel singolare e oro a squadre
- 2002: Oro a squadre

Coppa del mondo
- 1983: Argento nel singolare
- 1990: Oro nel singolare e oro a squadre
- 1991: Bronzo nel singolare e argento a squadre
- 1994: Argento a squadre
- 1996: Argento nel singolare

Europe Top-12
- 1984: Oro nel singolare
- 1986: Oro nel singolare
- 1987: Argento nel singolare
- 1988: Oro nel singolare
- 1989: Oro nel singolare
- 1990: Argento nel singolare
- 1991: Argento nel singolare
- 1993: Oro nel singolare
- 1994: Argento nel singolare
- 1995: Oro nel singolare
- 1996: Oro nel singolare
- 1997: Bronzo nel singolare
- 1998: Bronzo nel singolare

ITTF World Tour
Tornei ITTF World Tour in singolare: 
- 4 vittorie (Open di Serbia 1996, Open di Francia 1996, Open del Qatar 1997, Open del Giappone 1997)

Tornei ITTF World Tour in doppio: 
- 1 vittoria (Open di Serbia 1996)